# Pegnitz (fiume)
Il Pegnitz è un fiume che scorre in Germania, nella Franconia (Land della Baviera).

## Percorso
Il Pegnitz nasce presso l'omonima città ad un'altitudine di circa 425 m. Dopo un corso di 115 km si congiunge col Rednitz presso Fürth dando vita al fiume Regnitz, affluente del Meno.

## Affluenti
- Destra orografica:
  - Fichtenohe
  - Sittenbach
  - Schnaittach
  - Röttenbach
  - Bitterbach
  - Tiefgraben
- Sinistra orografica:
  - Högenbach
  - Flembach
  - Hirschbach
  - Happurger Bach
  - Hammerbach
  - Sandbach
  - Röthenbach
  - Goldbach

## Città attraversate
Dalla sorgente alla foce:
- Pegnitz
- Neuhaus an der Pegnitz
- Velden an der Pegnitz
- Hersbruck
- Lauf an der Pegnitz
- Röthenbach an der Pegnitz
- Norimberga: entro i confini della città (circa 14 km), il fiume forma vari bracci secondari. Numerosi ponti e ponticelli attraversano il fiume, tra cui il ponte sospeso in ferro Kettensteg, costruito nel 1824. A ovest della città vi è uno sbarramento.
Nella parte occidentale della città, il fiume è stato più volte modificato (dal 1998 al 2001) e successivamente riportato nel suo alveo naturale;
- Fürth.